# O vira: jornal humorístico
O vira: jornal humorístico  foi publicado em 1906 em Lisboa sob a autoria de Alberto Costa e Aníbal Soares.